# Les Bordes-sur-Lez
Lez Bordes-sur-Lez ist ein Dorf in den französischen Pyrenäen. Die vormals eigenständige Gemeinde befindet sich im Bereich von Okzitanien, des Départements Ariège, des Arrondissements Saint-Girons und des Kantons Couserans Ouest. wurde mit Wirkung vom 1. Januar 2017 mit Uchentein zur Commune nouvelle Bordes-Uchentein zusammengelegt. Sie ist seither eine Commune déléguée und der Hauptort (Chef-lieu). Die Ortschaft liegt unmittelbar an der Grenze zu Spanien im Süden. Die Nachbarorte in Frankreich sind 
- Bonac-Irazein, Uchentein und Salsein im Westen,
- Sor und Castillon-en-Couserans im Norden,
- Arrien-en-Bethmale, Bethmale und Seix im Osten.

## Sehenswürdigkeiten
- Chapelle d’Aulignac, Monument historique
- Kirche Notre-Dame im Ortsteil Ourjout, ebenfalls ein Monument historique
- Dolmen d’Ayer

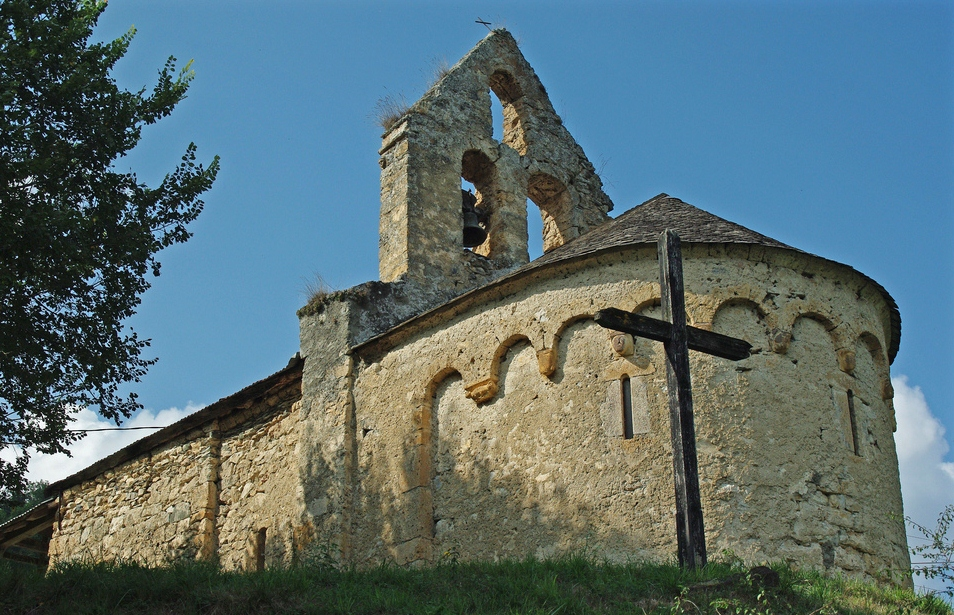
Chapelle d’Aulignac
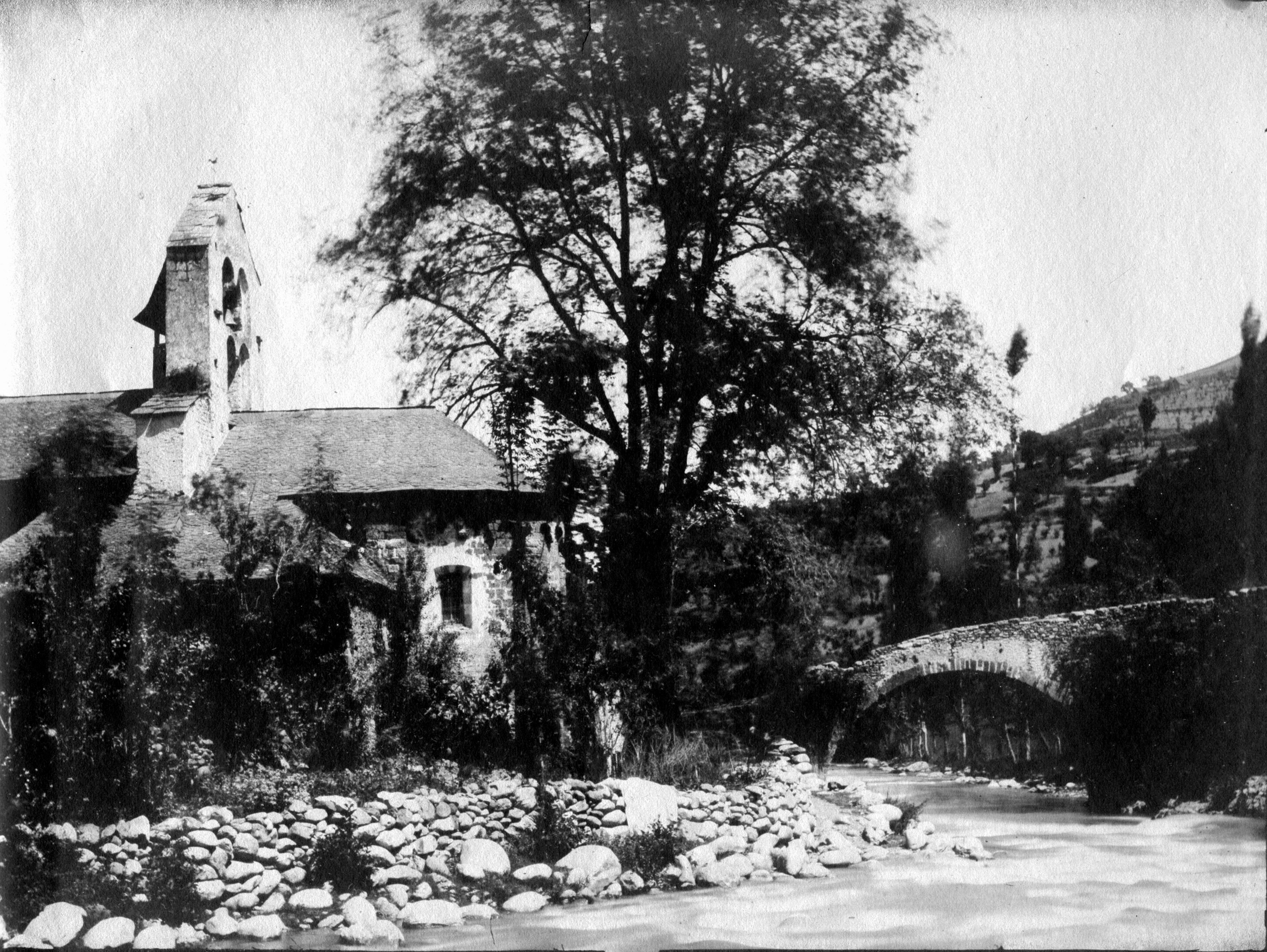
Kirche Notre-Dame, Aufnahme vom 18. Juli 1882

## Bevölkerungsentwicklung
| Jahr      | 1962 | 1968 | 1975 | 1982 | 1990 | 1999 | 2008 | 2014 |
| --------- | ---- | ---- | ---- | ---- | ---- | ---- | ---- | ---- |
| Einwohner | 307  | 257  | 213  | 174  | 158  | 164  | 165  | 1465 |